# Saint-Romain-de-Popey
Saint-Romain-de-Popey é uma comuna francesa na região administrativa de Auvérnia-Ródano-Alpes, no departamento de Ródano. Estende-se por uma área de 17,02 km². Em 2010 a comuna tinha 1 639 habitantes (densidade: 96,3 hab./km²).